# Cabomba caroliniana
La ortiga acuática (Cabomba australis, Cabomba caroliniana) es una planta acuática nativa de Argentina y Uruguay, que crece sumergida en aguas tranquilas. Es uno de los principales componentes de la flora subacuática de los Esteros del Iberá.

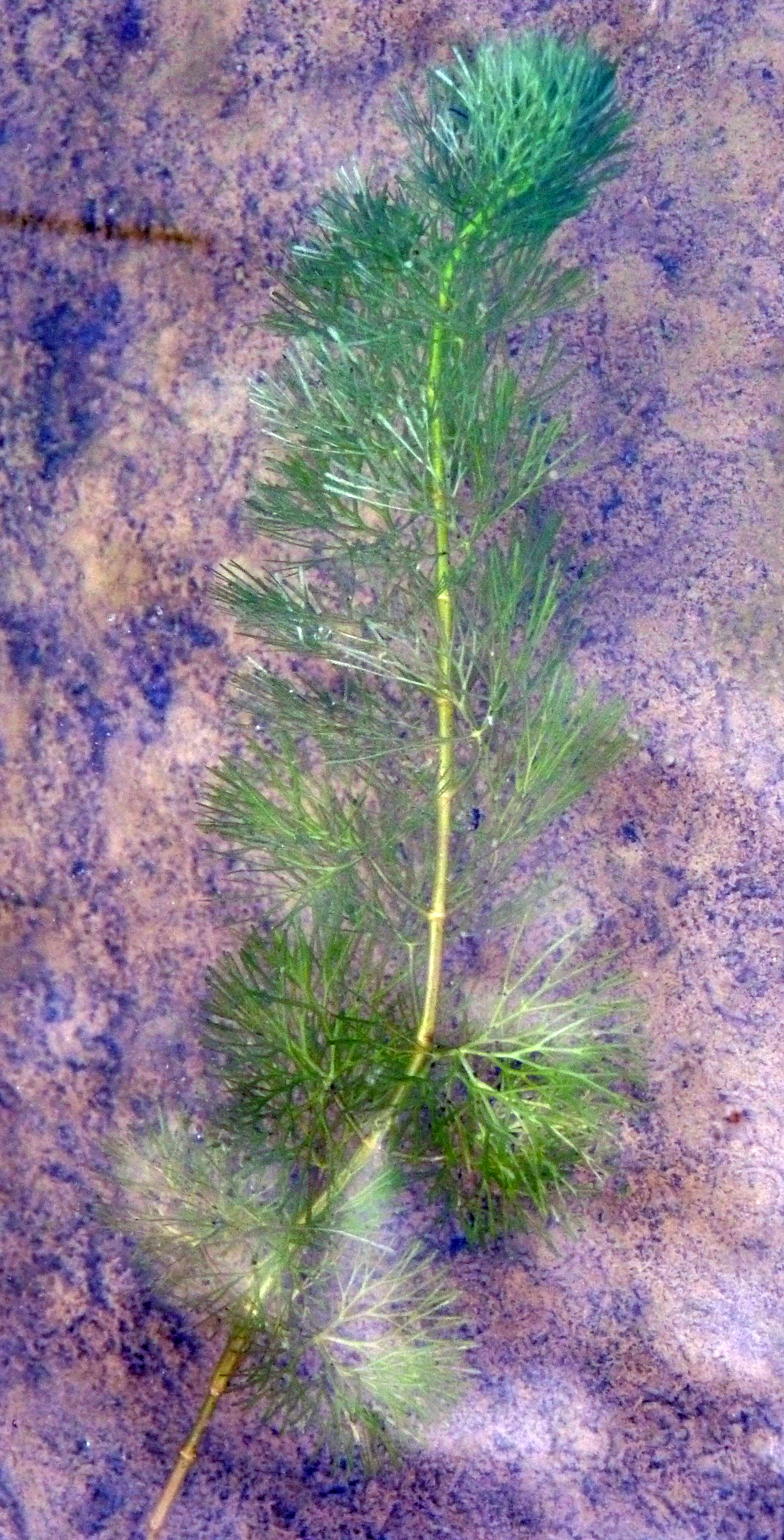
Vista de la planta

## Características
Es una hierba perenne, que forma rizomas delgados y muy ramificados. Las raíces son adventicias. El tallo es breve, erecto; de él brotan hojas opuestas, en verticilos, al cabo de cortos pecíolos, palmatisectas, ramificándose por tríos, con los folíolos lineales. Las hojas flotantes son lineales a elípticas, con los márgenes irregulares. Aparecen sólo durante la floración. Produce inflorescencias axilares de flores hermafroditas, diurnas, al cabo de un largo pedúnculo, trímeras, con los sépalos petaloides, con 3 estambres y 2 a 4 pistilos. El fruto es un aquenio piriforme o elongado, conteniendo una docena de semillas ovoides.

## Distribución
C. caroliniana es endémica de Argentina. Forma grandes pastizales sumergidos en zonas de aguas tranquilas como los Esteros del Iberá, donde sirve como fuente de alimentación a las especies ictícolas.

## Especie invasora en España
Debido a su potencial colonizador y constituir una amenaza grave para las especies autóctonas, los hábitats o los ecosistemas, esta especie ha sido incluida en el Catálogo Español de Especies Exóticas Invasoras, regulado por el Real Decreto 630/2013, de 2 de agosto, estando prohibida en España su introducción en el medio natural, posesión, transporte, tráfico y comercio.

## Taxonomía
Cabomba caroliniana fue descrita por Asa Gray y publicado en Annals of the Lyceum of Natural History of New York 4: 46–47. 1837.
Sinonimia
- Nectris pinnata Pursh, 1814;
- Cabomba australis Speg., 1880;
- Cabomba caroliniana A. Gray var. pulcherrima R.M. Harper, 1903;
- Cabomba caroliniana A. Gray var. paucipartita Ramsh. & Florsch., 1956;
- Cabomba caroliniana A. Gray var. flavida Ørgaard, 1991)